# Sandfell (berg i Island, Norðurland vestra, lat 65,81, long -19,96)
Sandfell är ett berg i republiken Island. Det ligger i regionen Norðurland vestra, 210 km nordost om huvudstaden Reykjavík. Toppen på Sandfell är 604 meter över havet.
Trakten runt Sandfell är nära nog obefolkad, med mindre än två invånare per kvadratkilometer. Närmaste större samhälle är Sauðárkrókur, omkring 16 kilometer sydost om Sandfell. Trakten runt Sandfell består i huvudsak av gräsmarker.